# Kingdom Come: Deliverance
A Kingdom Come: Deliverance egy 2018-ban megjelent akció-szerepjáték, amit a Warhorse Studios fejlesztett és a Deep Silver adott ki. A játék a középkori Cseh Királyságban játszódik, amely akkor a Német-római Birodalom része volt, és valós történelmi eseményeken alapul.
A cselekmény 1403-ban játszódik, IV. Vencel király uralkodása idején. Zsigmond magyar király parancsára, aki Vencelnek féltestvére volt, magyar (az akkori terminológia szerint kun) seregek rohanják le Skalitz (Stříbrná Skalice) városát, amely az ezüstbányái miatt stratégiai fontosságú. Az egyik túlélője a mészárlásnak a játék főhőse, Henry, a kovács fia, aki meg akarja bosszulni szülei halálát és visszaszerezni a tőle ellopott kardot. Radzig Kobyla szolgálatába áll, aki ellenállási mozgalmat szervez Zsigmonddal szemben, mely vissza akarja helyezni Vencelt a cseh trónra. A játék nyílt világú, küldetésorientált, mely korhű fegyvereket, ruházatot, harci technikákat és építészetet szerepeltet.
2018-ban Microsoft Windows, PlayStation 4 és Xbox One platformokra jelent meg, 2024-ben pedig Nintendo Switch-re is. A kritika és a közönség is jól fogadta PC-n, konzolokon azonban inkább vegyes volt a fogadtatása. Dícsérettel illették a történetet, a kidolgozottságot és a valósághű ábrázolást, de kritizálták a játékban benne maradt hibákat. Folytatása, a Kingdom Come: Deliverance II 2025-ben jelent meg.

## Játékmenet
A Kingdom Come: Deliverance egy nyílt világú akció-szerepjáték, amelyben a főhőst első személyű nézetből irányítjuk. A szerepjátékrendszer, más RPG-kkel ellentétben, nem osztályalapú, tehát szabadon fejleszthetjük a képzettségeinket, melyek alapján lehetünk harcosok, bárdok, tolvajok, vagy akár ezek keveréke is. A képzettségek és az azokhoz kapcsolódó értékek attól függően jelennek meg vagy nőnek, hogy a játékos mit tesz vagy mond. Beszélgetések során korlátozott válaszlehetőségünk van, és ezeknek kihatása van a másik féllel való kapcsolatunkra. A hírnév a játékos döntéseinek összessége alapján alakul ki, és következményei vannak.
Karakterünk 16 különféle darab öltözetbe öltöztethető fel, lehetőséget adva a kreativitásnak. Az egyes ruhatípusok különféle védelmet tudnak nyújtani. Ruházatunk idővel viseltessé, piszkossá, esetleg véressé válik. A játékban használható fegyverek közt megtalálható a kard, a fejsze, a tőr, a pöröly, és az íj. A játékban lovagolhatunk is, az állatok saját mesterséges intelligenciával rendelkeznek, így képesek önállóan meghozni olyan döntéseket, amelyekkel megkerülhetnek egy akadályt vagy elkerülhetnek ellenségeket. Lóhátról is harcolhatunk és az egyszerre magunkkal cipelhető felszerelés egy részét is átrakhatjuk a lovunkra.
Szükségletek is vannak a játékban: hogy egészségesek maradjunk, rendszeresen kell ennünk és aludnunk, továbbá a lerongyolódott felszerelésünket javítani is kell. A magunknál tartott élelem egy idő után megromolhat. Különféle minijátékokkal végezhetjük el ezek egy részét, például a javítást, de hasonló rendszert alkalmaz a játék a zárak feltöréséhez, az alkohol-lepárláshoz, vagy a gyógykészítmények előállításához. A játékban használatos fegyverek úgynevezett inverz kinematika alapján működnek: a program kiszámítja a harcoló felek reakcióját a sebességükből és a csapás erejéből. Közelharc esetén számos kombinációs lehetőségünk van kialakítani a saját harci stílusunkat, amelyek egy részét fejlődés útján is megszerezhetjük. A különböző fegyverek különböző tulajdonságokkal rendelkeznek, így különféle célokra használhatjuk őket.
A küldetések nemlineárisak,és általában többféleképpen megoldhatók. Nagyobb volumenű történések, például várostromok és csaták részesei is lehetünk. A nem játékos karaktereknek (NPC) van egy napirendje, amelyet tetteinkkel befolyásolhatunk. Ha valami bűncselekményt követünk el, és ezt meglátják, akkor szaladnak értesíteni az őröket, akik megbüntetnek minket: fizetnünk kell vagy börtönbe megyünk. A bűnözés is befolyásolja a gazdaságot, és az emberek a megoldatlan bűnügyek után agresszívak és gyanakvók lesznek.

## Cselekmény
A játék helyszíne a középkori Cseh Királyság, akkor a Német-római Birodalom része. A bejárható területek Sasau (Sázava) és Rattay (Rataje nad Sázavou) közé esnek. Több, a valóságban is létező helyszín szerepel a játékban, mint Ledečko, Mrchojedy, Přibyslavice, Samopše, Stříbrná Skalice, Talmberk, Úžice, és Vraník.
A játék eseményei előtt a Cseh Királyság uralkodója I. Károly volt, egyben német-római császár is, akinek az uralkodására aranykorként tekintettek. Károly halálával legidősebb fia, Vencel örökölte meg a trónt. Vencel azonban tétlen és frivol uralkodó hírében állt, akit a nemesek nem igazán kedveltek. Amikor nem akart magának koronázási ceremóniát német-római császárrá választása kapcsán, a nemesség féltestvéréhez, Zsigmond magyar királyhoz fordult segítségért. Zsigmond elraboltatta Vencelt és lemondásra kényszerítette, a kialakult káoszt pedig arra használta fel, hogy hadjáratot indítson a cseh vidék feldúlására és Vencel szövetségeseinek eltiprására.
Skalitz városkájában él Henry, egy egyszerű inas, aki az anyjával és apjával, Martinnal él együtt, aki a város kovácsa. Henry és Martin elkészítenek egy csodálatos kardot Vencel hetmanja, Radzig Kobyla részére, aki megtekinti azt egy magyar nemes, Tóth István társaságában. Nem sokkal ezután Skalitzot megtámadják Zsigmond seregei, élükön a kunoknak nevezett magyar seregekkel. Henry szüleit megöli Markvart von Aulitz, Zsigmond egyik hadvezére. Henry Talmbergbe menekül, hogy figyelmeztesse a vár urát, Divišt a támadásra. Az éj leple alatt kitör egy vihar, és ennek segedelmével Radzig kimenekíti a túlélőket Skalitzból egyenesen Rattayba.
Másnap reggel megjelenik a sereg Talmberg alatt, Diviš azonban meggyőzi Markvartot, hogy vonuljanak vissza. Henryt lesújtja a tudat, hogy a szülei nincsenek rendesen eltemetve, ezért Diviš tudta nélkül visszaszökik Skalitzba. Ott banditák támadnak rá, és egy Runt nevű elveszi tőle a kardot. Egy másik túlélő, Theresa menti meg őt Robard kapitány segítségével, és Rattayba viszi, egyenesen Peshekhez, a molnárhoz, aki a lány nagybátyja.
Henry bosszúszomjasan Hanuš nagyúr szolgálatába szegődik, aki Rattay ura és unokaöccsének, Hans Caponnak a gyámapja, amig az nagykorú nem lesz. Miután egy vadászat során megmenti Hanst az őt fogságba ejtő magyaroktól, Henryt maga Radzig fogadja szolgálatába. E tisztségében segít egy rablótámadást felderíteni egy lovas farmon Neuhofban, ahonnan a nyomok Pribyslavitzba vezetnek. Itt bújkál a banditák és magyarok közt Runt is, akit Henry végül legyőz, de a kardot már nem találja meg.
A nyomok alapján úgy tűnik, hogy valaki lázadást tervez szítani. Henry rábukkan egy csapat haramiára, akik ehhez köthetők, és hamis pénzzel fizetnek e cél érdekében zsoldosoknak. Beépül közéjük és eljut egészen Vranik váráig. Ott belebotlik Tóth Istvánba, aki felismeri őt, bebörtönözteti és megkínoztatja. Tóth felfedi, hogy nála van a kard, és azt tervezi, hogy a zsoldosokkal leigázza egész Csehországot, Zsigmond pedig elismeri őt ennek jutalmául királynak. Azt is elmondja neki, hogy Henry igazából Radzig törvénytelen fia. Egy másik skalitzi túlélő, Zbyshek segítségével megszökik és figyelmezteti az urakat Tóth árulására. Radzig elismeri Henryt fiaként, ezután a sereg megostromolja Vranikot. Tóth és zsoldosai azonban ez idő alatt elfoglalják Talmberget és túszul ejtik Diviš feleségét valamint Radzigot.
A sereg ezért Talmberg ostromára indul, ahol egy hajítógép segítségével akarják áttörni a várfalat. Végül sikerrel is járnak, Hanuš nagyúr pedig Tóth szabad távozásáért cserébe eléri a túszok elengedését. Henry dühös, mert Tóth meglépett a karddal, de Radzig szerint hamarosan újra találkoznak. Felfedi azt is, hogy ő és Henry anyja fiatalon szerelmesek voltak egymásba, de nem vehetett el feleségül egy közrendűt, ezért kellett, hogy hagyja, hogy Martin szerepeljen Henry apjaként.
Az epilógus során Martin megjelenik Henry álmában és megdícséri őt a bátorságáért, mielőtt az anyjával együtt átlépnének a túlvilágra. Henryt és az urakat felkeresi Jobst, Vencel unokatestvére, aki létrehozott egy szövetséget Zsigmond ellen. A háború értelmetlenségét látva azt szeretné kérni a cseh rendektől, hogy csatlakozzanak, és így békére tudják őt szorítani. Az urak bizonytalanok, de abban egyetértenek, hogy Vencelnek vissza kell térnie a trónra. Hogy megoldják a helyzetet, Henry és Capon elindulnak Otto von Bergowhoz, Zsigmond egyik szövetségeséhez egy levéllel.

## Fejlesztése
2009-ben Daniel Vávra elhagyta a 2K Czech (korábban Illusion Softworks) kötelékét. Kis csapatával elkezdett házalni a játék ötletével, de az Altar Games-en kívül nem találtak befektetőt. Az utolsó pillanatban beszállt Zdenek Bakala milliárdos, akinek a támogatásával már elkészülhetett a prototípus. A Warhorse Studios 2011. július 21-én alakult meg.
Először 2012 februárjában jelentették be, hogy egy szerepjátékon dolgoznak, amelyhez megszerezték a CryEngine 3 grafikus motor licenszét. Közel másfél évi munka után a Warhorse elkezdett házalni a prototípussal, azonban az nem váltotta ki a várt érdeklődést, ezért csak lassan tudták továbbfejleszteni.
2014 januárjában Kickstarter-kampányt indítottak, az ötmillió dolláros költségvetés tizedének, körülbelül 300 ezer angol fontnak az összekalapozására, hogy ezzel bizonyítsák a befektetőknek: igenis van igény a játékra. Végül február közepéig több mint egymillió font gyűlt össze, és még ezután is folytatódott. 2014 októberében elindulhatott a publikus alfa verzió tesztelése, majd 2015 márciusában a béta is. 2016 szeptemberében bejelentették, hogy a Koch Media egyik üzletága, a Deep Silver fogja végezni a kiadási feladatokat. Eredetileg Linux-támogatásról is szó volt, de azt később visszavonták.
Végül 2018. február 13-án jelenhetett meg, rögtön egy hatalmas első napos javítással. Később hat nagyobb kiegészítőt adtak ki hozzá és pár kisebb csomagot (videók, zenék stb.). "Royal Edition" nevű, valamennyi kiegészítőt tartalmazó változata 2019 júniusában jelent meg. 2019 végétől a modolás is elérhetővé vált PC-n.
2020-ban bejelentették, hogy készül a játék sorozatadaptációja, 2022-ben pedig négyszámos képregény jelent meg.

### Kiegészítők
- Treasures of the Past – kincses térképek nyomát követve kutatjuk egy legendás páncél nyomát (2018. április 11.)
- From the Ashes – egy falut kell újjáépítenünk (2018. július 5.)
- Tournament – egy lovagi torna keretein belül mérkőzhetünk meg (2018)
- The Amorous Adventures of Bold Sir Hans Capon – hősünknek kell segítenie Hans Capon úr szerelmi életét menedzselni (2018. október 16.)
- Band of Bastards – Radzig régi ellenfeleinek legyőzése érdekében régi ismerősét, egy hírhedt zsoldoscsapat vezérét keresi (2019. február 6.)
- A Woman's Lot – Theresa szemszögéből élhetjük át Skalitz megtámadását és előzményeit (2019. május 29.)

## Történelmi pontossága
Habár a történészek dícsérik a játékot a hitelessége miatt, egyesek kritizálják a fejlesztők által alkotott Közép-Európa-képet, és hogy a magyarok egyoldalúan, mint kegyetlen megszállók vannak ábrázolva. A fejlesztők álláspontja szerint azonban mindez történelmileg hiteles, és az a kritika is nehezen értelmezhető ebben a korban, hogy miért nincsenek benne a fehér bőrű karaktereken kívül mások. A fegyverek ábrázolása többnyire hiteles, azonban nincsenek se számszeríjak, se tüzérségi fegyverek, pedig ezeket már feltalálták; azonkívül a kunok (magyarok) sem ilyen elavult fegyverzettel harcoltak.
Mivel a kunok (magyarok) abszolút negatív színben vannak feltüntetve, a csehek éppen ellenkezőleg. Zsigmond királyt is magyarnak ábrázolják, tehát a skála negatív oldalán, holott mivel Vencel a féltestvére volt, így ő is részben csehnek volt tekinthető. Az idilli világ, ami cseh földön tapasztalható, nem adta vissza azokat a feszültségeket, amik pár évvel később a huszita háborúk képében pattantak ki. Maga Husz János is úgy van ábrázolva, mint egy meglehetősen népszerűtlen alak.